# Hinko Bauer
Hinko Bauer (Trst, 1908. – Zagreb, 12. siječnja 1986.), hrvatski arhitekt židovskog podrijetla.

## Životopis
Hinko Bauer je rođen u Trstu 1908. godine. Kao dijete preselio se s roditeljima u Rijeku, gdje je pohađao i diplomirao na Sveučilištu u Rijeci. Tijekom studija radio je za jednog od najvećih hrvatskih arhitekata secesije Rudolfa Lubynskog. Nakon diplome 1931. godine, Bauer se zaposlio u zagrebačkom studiju poznatog hrvatskog arhitekta Zlatka Neumanna. Od 1936. do početka Drugog svjetskog rata radio je za arhitekta Marijana Haberlea. 1943. Bauer se pridružio partizanima t.j. Narodnooslobodilačkom pokretu u Hrvatskoj. 1944. Bauer je zatočen i prebačen u Koncentracijski logor Dachau. Uspio je preživjeti Holokaust, te se po završetku rata vraća u Hrvatsku. 1954. godine vraća se u Zagreb i osniva vlastiti arhitektonski studio "Bauer". Bauerovi najpoznatiji radovi su:
- "Zagrebački zbor" (danas "Studentski centar Sveučilišta u Zagrebu")
- "Narodno sveučilište" u Kordunskoj ulici u Zagrebu i
- "Klinika za plućne bolesti Jordanovac" u Zagrebu.

Hinko Bauer je umro u Zagrebu 12. siječnja 1986., te je pokopan na Mirogoju.

## Vanjske poveznice
- Bauer, Hinko Hrvatska tehnička enciklopedija, portal hrvatske tehničke baštine. LZMK